# Giuseppe Marotta (scrittore)
Giuseppe Marotta (Napoli, 5 aprile 1902 – Napoli, 10 ottobre 1963) è stato uno scrittore, sceneggiatore e paroliere italiano.

## Biografia
Marotta nacque a Napoli, in via Nuova Capodimonte (attuale corso Amedeo di Savoia), il 5 aprile 1902 da una famiglia della media borghesia originaria di Avellino. All'età di nove anni rimase orfano del padre, proprio pochi mesi dopo il trasferimento della sua famiglia nel capoluogo campano. La madre, di trent'anni più giovane del marito, svolgeva umili mansioni (guardarobiera e stiratrice) per mantenere la famiglia costituita da Daniele, Arnoldo e Giuseppe.
In quegli anni Marotta visse in condizioni di miseria, abitando in un basso, ossia uno stanzone con portafinestra, ottenuto nel pianterreno del campanile della chiesa di Sant'Agostino degli Scalzi.
Abbandonò presto la scuola tecnica, venne esentato dal servizio militare e fu assunto nell'Azienda del Gas con la mansione di operaio. In questo periodo riprese gli studi durante la sera e la notte e riuscì a farsi pubblicare da "La Tribuna illustrata" e "Noi e il mondo" le prime novelle, ottenendo anche i primi compensi come letterato.
Nel 1925 si trasferì a Milano per intraprendere la carriera di giornalista. I primi tempi non furono certamente facili, visto che fu costretto a dormire sulle panchine del parco, prima di entrare alla Arnoldo Mondadori Editore, e poi alla Rizzoli, come redattore.
La sua rubrica fissa pubblicata sul giornale "Film" venne notata da Aldo Borelli, che gli spalancò le porte del "Corriere della Sera". Negli stessi anni fu inoltre a capo dell'ufficio stampa della Germania Film, ente per la promozione del cinema tedesco in Italia.
La collaborazione con il "Corriere della Sera", interrotta nel 1943, riprese due anni dopo e si rivelò proficua per la carriera di Marotta, che contemporaneamente compose sceneggiature cinematografiche e teatrali.
Marotta incentrò la sua opera sulla narrazione della città natale, amata e mai abbandonata completamente.
Il suo primo romanzo, Tutte a me, vide la luce nel 1932. Da allora la sua carriera si divise fra giornalismo e scrittura. 
A partire dal 1940, la sua produzione letteraria è folta e continua.
Nell'immediato dopoguerra (1947), Marotta pubblicò presso l'editore Bompiani la raccolta di storie brevi L'oro di Napoli che riscosse un importante successo. Vittorio De Sica ne trasse un film nel 1954.
Nel 1954, per il romanzo Coraggio, guardiamo, lo scrittore vinse il Premio Bagutta.
Giuseppe Marotta lavorò molto anche per il cinema, scrivendo soggetti e sceneggiature. A parte il già citato L'oro di Napoli, tratto da un suo libro e scritto in collaborazione con De Sica e Zavattini, collaborò con Ettore Giannini per Carosello napoletano (1953), Mario Soldati ed Eduardo De Filippo per Questi fantasmi (1955), Francesco De Feo per Mondo Nudo (1964).
La sua attività lo portò ad essere critico cinematografico per "L'Europeo" fino alla sua morte, avvenuta a Napoli il 10 ottobre 1963 dopo un'emorragia cerebrale.
Partecipò a diverse edizioni del Festival di Napoli e, in quella del 1959, propose la canzone 'Mbraccio a te!, di cui compose il testo su musica di Enrico Buonafede, interpretata da Sergio Bruni e Jula de Palma. Una settimana dopo la sua morte, il 17 ottobre, venne trasmessa la prima serata del Festival di Napoli 1963, presentato da Nunzio Filogamo e Pippo Baudo. In suo onore, i due presentatori commemorarono il poeta scomparso e l'orchestra attaccò con il suo grande successo musicale Mare verde, presentato da Milva e Mario Trevi al "Giugno della Canzone Napoletana" nel 1961.

## Opere

### Narrativa
- Tutte a me, Ceschina, Milano 1932
- Divorziamo per piacere?, Ceschina, Milano 1934
- Questa volta mi sposo, Ceschina, Milano 1940
- Mezzo miliardo, Garzanti, Milano 1940; Bietti, Milano 1970
- La scure d'argento, Ceschina, Milano, 1941; Bompiani, Milano, 1962, 1978
- Tutte novelle, Airone, Roma, 1942
- Il leone sgombera, Off. Graf. Sagdos, Milano, 1944
- Strettamente confidenziale, Elmo, Milano, 1946
- Nulla di serio, Elmo, Milano, 1946; Corbaccio, Milano, 1993, introduzione di Indro Montanelli
- L'oro di Napoli, Bompiani, Milano, 1947 e successive ristampe; Rizzoli, Milano 1986; BUR, Milano, 2006, con introduzione di Raffaele Nigro
- San Gennaro non dice mai no, Longanesi, Milano, 1948
- A Milano non fa freddo, Bompiani, Milano, 1949; Garzanti, Milano 1966; Mondadori, Milano 1972, introduzione di Oreste del Buono; Rizzoli, Milano 1987
- Dialoghi, Elmo, Milano, 1950
- Pietre e nuvole, Bompiani, Milano, 1950
- I tre romanzi: Tutte a me, Mezzo miliardo, La scure d'argento, Ceschina, Milano 1950
- Gli alunni del sole, Bompiani, Milano, 1952,
- Le madri. Storie, Bompiani, Milano, 1952
- Coraggio, guardiamo, Bompiani, Milano, 1952
- Mi voglio divertire, Ceschina, Milano, 1954
- Salute a noi,  Bompiani, Milano, 1955
- Cavallucci di carta Elmo, Milano, 1955
- Mal di Galleria, Bompiani, Milano, 1958
- Gli alunni del tempo, Bompiani, Milano, 1958, Premio Napoli[6]
- Il vento in gabbia, Sanesi, Roma, 1961
- Le milanesi, Bompiani, Milano, 1962
- Il teatrino del Pallonetto, a cura di Vittorio Paliotti, Bompiani, Milano, 1964 (postumo)
- Opere (scelta e introduzione di Carlo Bo. Bompiani editore, 1967)

### Saggistica
- Questo buffo cinema, Bompiani, Milano, 1956
- Marotta Ciak, Bompiani, Milano, 1958
- Visti e perduti, Bompiani, Milano, 1958
- Facce dispari, Bompiani, Milano, 1963
- Di riffe o di raffe, a cura di Vittorio Paliotti, Bompiani, Milano, 1965 (postumo)

### Narrativa per l'infanzia
- Le avventure di Charlot, con disegni di Ferdinando Palermo,  Ceschina, Milano, 1948 (racconti)

### Poesie
- Le canzoni di Giuseppe Marotta, Libreria Scientifica Editrice, Napoli, dicembre 1962

## Filmografia

### Soggetto

#### Cinema
- Soltanto un bacio, regia di Giorgio Simonelli (1942)
- Amor non ho... però... però, regia di Giorgio Bianchi (1951)
- La macchina ammazzacattivi, regia di Roberto Rossellini (1952)
- Tempi nostri - Zibaldone n. 2 (episodio Don Corradino), regia di Alessandro Blasetti (1954)
- L'oro di Napoli, regia di Vittorio De Sica (1954) - ispirati dall'omonima raccolta di racconti

#### Televisione
- Racconti napoletani di Giuseppe Marotta - miniserie TV, regia di Giuseppe Di Martino (1962) - dal romanzo;
- Közbeteg - film TV, regia di Sándor G. Szőnyi (1962);
- Un bambino - film TV, regia di Alessandro Brissoni (1965);
- La voce del cappone - film TV, regia di Italo Alfaro (1970) - dal romanzo;
- Le milanesi - sceneggiato televisivo in quattro episodi del 1981, tratto dai racconti dell'omonima raccolta.

### Sceneggiatore
- Soltanto un bacio, regia di Giorgio Simonelli (1942)
- Quarta pagina, regia di Nicola Manzari (1942)
- Incontri di notte, regia di Nunzio Malasomma (1943)
- Amor non ho... però... però, regia di Giorgio Bianchi (1951)
- Un ladro in paradiso, regia di Domenico Paolella (1952)
- Tarantella napoletana, (con Armando Curcio) regia di Camillo Mastrocinque (1953)
- Cento anni d'amore, regia di Lionello De Felice (1954)
- Carosello napoletano, regia di Ettore Giannini (1954)
- L'oro di Napoli, regia di Vittorio De Sica (1954)
- Questi fantasmi, regia di Renato Castellani (1954)
- Mondo nudo - documentario, regia di Francesco De Feo (1963)

### Produttore
- Mondo nudo - documentario, regia di Francesco De Feo (1963)

## Teatro

### Commedie
- Il malato per tutti (Milano, 1955)
- Il califfo Esposito (1956)
- Bello di papà, con Belisario Randone (1957)
- Veronica e i suoi ospiti con Belisario Randone (1959)
- Vado per vedove (1961)
- Il generale dei Teddy-Boys, compagnia di Gino Cervi, restata inedita
- Il terrore di Roma[7]

### Opere in musica
- Il contratto (1964), opera con musiche di Virgilio Mortari, libretto di Giuseppe Marotta e Belisario Randone

## Canzoni
Nel 1962, persuaso dall'editore De Dominicis, Marotta pubblica Le canzoni di Giuseppe Marotta. Il libro è una raccolta di tutte le canzoni da lui scritte, comprese quelle rimaste inedite e mai musicate, suddivise tra canzoni in napoletano, canzoni in italiano. A queste, nel libro aggiunge tre poesie.

### Canzoni napoletane[9]
- Serenata Muta.
- Passione amara.
- Core mio.
- Vide Napule  po'... vuo' bene.
- Dummeneca 'e maggio.
- 'O malato.
- Mariuncella d'ammore.
- Rumanzo.
- Addio.
- Te voglio bene.
- Via Partenope.
- Si nun ce stisse tu.
- Nonna nonna a mamma mia (con Amedeo Pariante), - cantata da Roberto Murolo, 1940.
- Napule sotto e 'ncoppa (con Carlo Concina) - cantata da Claudio Villa, candidata al Festival di Napoli 1955.
- Disperatella (con Amedeo Pariante), 1956
- Passione amara (con Giuseppe Rossetti), Festival di Napoli 1956.
- Mbraccio a te! (con Enrico Buonafede) - cantata da Sergio Bruni e Jula de Palma al Festival di Napoli 1959.
- Stella furastiera (con Nino Oliviero) - cantata da Franco Ricci, 1959.
- ’A fata d' 'e suonne (con Sergio Bruni) - cantata da Sergio Bruni, 1960.
- Santa Lucia (con Enrico Buonafede) - cantata da Luciano Rondinella, 1961.
- ’E ddoje Lucie (con Luigi Ricciardi) - cantata da Mario Abbate e Luciano Virgili al Festival di Napoli 1961.
- Mare verde (con Salvatore Mazzocco) - cantata da Milva e Mario Trevi al Giugno della Canzone Napoletana 1961[5][10]
- ’O destino (con Enrico Buonafede) cantata da Maria Paris e Luciano Tajoli al Festival di Napoli 1962.

### Canzoni italiane[11]
- Notte di mezzo agosto.
- Troppo giovane.
- La ragazza del fiume (con Salvatore Mazzocco) - cantata da Milva, 1962.
- Cipria di sole (con Salvatore Mazzocco) - cantata da Joe Sentieri e Aurelio Fierro, Festival di Sanremo 1962.

### Poesie[12]
- 'O rrau' .
- 'E vermicielle a vongole.
- 'A chitarra.

## Altre composizioni[13]
- A Santa Rita da Cascia. Laude-inno popolare con accompagnamento d'organo e armonica, musica di Luigi Picchi. Bergano 1939.
- Il contratto. Opera lirica. Partitura di Virgilio Mortari. Testi di Giuseppe Marotta e Belisario Randone, ed. Ricordi 1964.

## Riconoscimenti e omaggi
- Nel 1958, il suo lavoro Ciak ha ricevuto il Premio Speciale Viareggio.[14]
- Nel 1961 ha vinto il Premiolino per l'articolo "Da Antonioni vogliamo itinerari non vagabondaggi d'arte"[15]
- Il gruppo musicale Alunni del sole prese nome dall'omonima raccolta di racconti pubblicata da Marotta nel 1952.
- Luciano De Crescenzo, dichiarando che è stata la sua passione per Marotta a fargli intraprendere la carriera di scrittore, ha detto Io sono cresciuto a pane e Marotta, leggendo e rileggendo tutti i libri.[16]